# Mój łagodny bliźniak
Mój łagodny bliźniak (niem. Mein sanfter Zwilling) – powieść gruzińskiej pisarki Nino Haratischwili, wydana w 2011 roku w Niemczech. Opowieść o miłości między dwojgiem ludzi, którzy nie mogą się kochać, dla których uczucia nie ma miejsca na tym świecie.

## Fabuła
Bohaterami powieści są Stella i Ivo, przybrane rodzeństwo. Poznali się w dzieciństwie, gdy  ojciec dziewczynki rozpoczął romans z matką Ivo. Początkowo byli tylko dwójką dzieci,  towarzyszami zabaw. Z czasem stali się kimś więcej, by w końcu przekonać się, że nie potrafią bez siebie żyć. To stało się przyczyną dramatu i nieuchronnego rozstania. Stella wyszła za mąż, urodziła dziecko, osiągnęła wysoką pozycję w pracy, jako redaktorka w gazecie. Wydawało się, że zapomniała o przeszłości. Po siedmiu latach, jednak znów w jej życiu pojawił się Ivo. Razem wyjeżdżają do Gruzji, gdzie próbują znaleźć odpowiedzi na wszystkie dręczące ich pytania i uporać się z przeszłością. To historia nie o miłości, ale chorobie zwalającej z nóg, obezwładniającej, bezwzględnej i niszczącej. Łączące bohaterów uczucie zmusza, aby podążali za nim, choć cały świat krzyczy, że popełniają największy błąd, za który zapłacą wysoką cenę. Bliskość ich dusz jest niemożliwa do zniesienia, jest karą i cierpieniem.

## Nagrody
Nino Haratischwili dzięki książce Mój łagodny bliźniak została laureatem Hotlist 2011 – nagrody przyznawanej przez niezależnych wydawców z Austrii, Niemiec i Szwajcarii.